# Quách Điền Vũ
Quách Điền Vũ (sinh ngày 5 tháng 3 năm 1999) là một cầu thủ bóng đá người Trung Quốc hiện tại thi đấu cho Chiangrai United tại Giải bóng đá Ngoại hạng Trung Quốc và Đội tuyển bóng đá quốc gia Trung Quốc

## Sự nghiệp câu lạc bộ
Tháng 5 năm 2011, Quách Điền Vũ gia nhập học viện trẻ của đội bóng Giải bóng đá Ngoại hạng Trung Quốc Sơn Đông Lỗ Năng Thái Sơn. Anh được huấn luyện viên Mano Menezes đôn lên đội một vào năm 2016. Ngày 29 tháng 6 năm 2016, anh có trận đấu ra mắt ở vòng thứ tư Cúp FA Trung Quốc 2016 trong chuyến làm khách thất bại 0-1 trước Thượng Hải Thân Hoa, vào sân từ băng ghế dự bị thay cho Ngô Hưng Hàm ở phút 83. Ngày 4 tháng 3 năm 2017, anh có màn ra mắt Giải bóng đá Ngoại hạng Trung Quốc trong chiến thắng 2-0 trên sân nhà trước Thiên Tân Thái Đạt, vào sân thay cho Vương Đồng trong thời gian bù giờ.
Tháng 2 năm 2019, anh được cho mượn tại đội bóng tân binh Giải bóng đá Ngoại hạng Trung Quốc Vũ Hán Trác Nhĩ trong mùa giải 2019.
Tháng 1 năm 2022, anh được cho mượn tại Vizela ở Giải bóng đá Ngoại Hạng Bồ Đào Nha đến ngày 30 tháng 6 năm 2022.

## Thống kê sự nghiệp
Thống kê chính xác tính đến trận đấu diễn ra ngày 16 tháng 7 năm 2018 
| Thành tích câu lạc bộ | Thành tích câu lạc bộ     | Thành tích câu lạc bộ              | Giải đấu | Giải đấu  | Cúp     | Cúp       | Cúp Liên đoàn | Cúp Liên đoàn | Châu lục | Châu lục  | Tổng cộng | Tổng cộng |
| Mùa giải              | Câu lạc bộ                | Giải đấu                           | Số trận  | Bàn thắng | Số trận | Bàn thắng | Số trận       | Bàn thắng     | Số trận  | Bàn thắng | Số trận   | Bàn thắng |
| Trung Quốc            | Trung Quốc                | Trung Quốc                         | Giải đấu | Giải đấu  | Cúp FA  | Cúp FA    | Cúp CSL       | Cúp CSL       | Châu Á   | Châu Á    | Tổng cộng | Tổng cộng |
| --------------------- | ------------------------- | ---------------------------------- | -------- | --------- | ------- | --------- | ------------- | ------------- | -------- | --------- | --------- | --------- |
| 2016                  | Sơn Đông Lỗ Năng Thái Sơn | Giải bóng đá Ngoại hạng Trung Quốc | 0        | 0         | 1       | 0         | -             | -             | 0        | 0         | 1         | 0         |
| 2017                  | Sơn Đông Lỗ Năng Thái Sơn | Giải bóng đá Ngoại hạng Trung Quốc | 2        | 0         | 0       | 0         | -             | -             | -        | -         | 2         | 0         |
| 2018                  | Sơn Đông Lỗ Năng Thái Sơn | Giải bóng đá Ngoại hạng Trung Quốc | 0        | 0         | 0       | 0         | -             | -             | -        | -         | 0         | 0         |
| Tổng cộng sự nghiệp   | Tổng cộng sự nghiệp       | Tổng cộng sự nghiệp                | 2        | 0         | 1       | 0         | 0             | 0             | 0        | 0         | 3         | 0         |